# Canthigaster compressa
Canthigaster compressa е вид лъчеперка от семейство Tetraodontidae. Видът не е застрашен от изчезване.

## Разпространение и местообитание
Разпространен е в Австралия, Вануату, Гуам, Индонезия, Малайзия, Нова Каледония, Палау, Папуа Нова Гвинея, Провинции в КНР, Соломонови острови, Острови Спратли, Тайван, Филипини и Япония.
Среща се на дълбочина от 1 до 25 m, при температура на водата от 23,1 до 29 °C и соленост 33,8 – 35,2 ‰.

## Описание
На дължина достигат до 12 cm.